# Рід Маеда
Рі́д Мае́да (яп. 前田氏, まえだうじ, МФА: [maeda ud͡ʑi]) — японський самурайський рід. Походив від бічної гілки роду Сайто з провінції Міно. Володів селом Маеда в провінції Міно. За головування Маеди Тосіхару переселився до замку Арако в провінції Оварі.
З 1551 служив Оді Нобуназі, після 1583 — Тойотомі Хідейосі. За головування Маеди Тосіїє став володарем трьох провінцій Каґа, Ното й Еттю. Мав власний автономний уділ Каґа зі столицею в Канадзаві.
Протягом 17 століття розділився на декілька гілок — Каґа, Тояма, Дайсьодзі, Нанукаїті, Тоса.
Після реставрації Мейдзі в 1868 голови основної гілки роду отримали титул маркізів.